# ジョン・ガードナー (イギリスの小説家)
ジョン・エドマンド・ガードナー（英: John Edmund Gardner、1926年11月20日 - 2007年8月3日）は、イギリスのスパイ・ミステリ作家。
イアン・フレミング亡き後に遺族から正式に007執筆者の公認を受けたジェームズ・ボンド・シリーズを年1作のペースで発表した。
007映画のノヴェライズについてもクリストファー・ウッドから引き継ぎ、『消されたライセンス』と『ゴールデンアイ』を小説化している。
また、アーサー・コナン・ドイルのシャーロック・ホームズ最大の敵で犯罪組織の首領であるジェームズ・モリアーティー教授が、ライヘンバッハの滝から生還して活躍する後日談シリーズが有名である。ドイルの作に比べ、不在の間に手下のモラン大佐が杜撰な経営をしたせいで傾きかけた組織を立て直すのに奮闘したり、女性との恋愛要素があるなど、教授はかなり人間味を帯びた悪のヒーローとして描かれている。
ほかにも日本語訳された作品は数多く、上記のボンドものは実際には傍流の著作の一部に過ぎない。『リキデイター』ほかのボイジー・オークスもの、ベテランスパイのハービー・クルーガーを主役とする『ベルリン二つの貌』『裏切りのノストラダムス』など、さらにそのクルーガーものと世界観を同じくする『スパイの家系』ほかのスパイ小説が有名。ほかにデレク・トリー警部ものの『シンジケート』や、ノンシリーズものの邦訳も多数。
日本語未訳作品には、スージー・マウント巡査部長シリーズなどがある。

## 著作の一部

### ジェームズ・モリアーティー教授もの長編
- 1974年 『犯罪王モリアーティーの生還』 The Return of Moriarty（講談社）
- 1975年 『犯罪王モリアーティーの復讐』 The Revenge of Moriarty（講談社）
- 1976年 　 Moriarty[1]

### ジェームズ・ボンドもの長編
- 1981年 『メルトダウン作戦』 ''License Renewed （以下、日本語版はすべて文藝春秋）
- 1982年 『スペクターの逆襲』 For Special Services
- 1983年 『アイスブレーカー』 Icebreaker
- 1984年 『独立戦争ゲーム』 Role of Honour
- 1985年 『不死身な奴はいない』 Nobody Lives Forever
- 1987年 『覚悟はいいかね、ボンド君』 No Deals, Mr. Bond
- 1987年 『スコーピアスの謎』 Scorpius
- 1989年 『ミソサザイ作戦準備完了』 Win, Lose Or Die
- 1990年 『紳士らしく死ね』 Brokenclaw
- 1991年  The Man From Barbarossa
- 1992年  Death is Forever
- 1993年  Never Send Flowers
- 1994年  Never Send Flowers
- 1996年  COLD （アメリカ版は Cold Fall）

#### 007映画のノヴェライズ
- 1989年 『007/消されたライセンス』 Licence to Kill
- 1995年 『007/ゴールデンアイ』 GoldenEye

### 情報局員ハービー・クルーガー
- 1979年 『裏切りのノストラダムス』 Nostradamus Traitor
- 1980年 『ベルリン二つの貌』The Garden of Weapons
- 1982年『沈黙の犬たち』The Quiet Dogs
- 1993年『マエストロ』Maestro